# Dubai Exhibition City
Dubai Exhibition City será construido dentro de los Jebel Ali International Airport, en Dubái. Que abarca más de 3 millones de pies cuadrados de todo el proyecto se espera que los costos Dh 8 mil millones. Exposición de la ciudad de Dubái se construirá en etapas y la primera fase está previsto terminar en 2009, que abarcan una superficie de 100.000 metros cuadrados y la dotación de una plaza de aparcamiento para más de 20.000 coches. La fase final se espera que esté terminado en 2020. El proyecto incluye 19 salas de exposición, oficinas, entretenimiento y espacios comerciales, y hoteles y restaurantes. 
Exposición de la ciudad de Dubái cuando se complete el hogar de los mundos la columna más larga de un solo salón de exposiciones libres en el mundo, que cubrirá un área de 85.000 metros cuadrados. 
La primera fase, que se espera que sea completado por 2009, será el anfitrión Dubai Airshow. 